# 纪僧真
纪僧真（?—?），南朝齐建康人。
纪僧真出身于武吏。刘宋时随萧道成代答书疏，非常受信任。萧道成代宋称帝，他参与密谋，历任中书舍人。司农卿、庐陵国内史。他向齐武帝求为士族，齐武帝让他见江敩，江敩拒绝。齐武帝说士大夫故非天子所命。纪僧真五十五岁在任上去世。

## 延伸阅读
[在维基数据编辑]
 《南齊書·卷56》，出自萧子显《南齊書》